# Comuna Băbeni, Sălaj
Băbeni este o comună în județul Sălaj, Transilvania, România, formată din satele Băbeni (reședința), Ciocmani, Cliț, Piroșa și Poienița.

## Demografie
Componența etnică a comunei Băbeni
     Români (91,95%)
     Romi (2,97%)
     Alte etnii (5,08%)
Componența confesională a comunei Băbeni
     Ortodocși (80%)
     Penticostali (8,25%)
     Greco-catolici (5,74%)
     Alte religii (1,25%)
     Necunoscută (4,75%)
Conform recensământului efectuat în 2021, populația comunei Băbeni se ridică la 1.515 locuitori, în scădere față de recensământul anterior din 2011, când fuseseră înregistrați 1.742 de locuitori. Majoritatea locuitorilor sunt români (91,95%), cu o minoritate de romi (2,97%). Din punct de vedere confesional, majoritatea locuitorilor sunt ortodocși (80%), cu minorități de penticostali (8,25%) și greco-catolici (5,74%), iar pentru 4,75% nu se cunoaște apartenența confesională.

## Politică și administrație
Comuna Băbeni este administrată de un primar și un consiliu local compus din 9 consilieri. Primarul, Mariana-Alina Dănilă-Mureșan[*], de la Partidul Social Democrat, este în funcție din 1 noiembrie 2024. Începând cu alegerile locale din 2024, consiliul local are următoarea componență pe partide politice:
|  | Partid                          | Consilieri | Componența Consiliului | Componența Consiliului | Componența Consiliului | Componența Consiliului |
|  | ------------------------------- | ---------- | ---------------------- | ---------------------- | ---------------------- | ---------------------- |
|  | Partidul Social Democrat        | 4          |                        |                        |                        |                        |
|  | Partidul Național Liberal       | 3          |                        |                        |                        |                        |
|  | Alianța pentru Unirea Românilor | 1          |                        |                        |                        |                        |
|  | Uniunea Salvați România         | 1          |                        |                        |                        |                        |

## Atracții turistice
- Biserica de lemn din satul Piroșa
- Biserica de lemn din satul Poienița
- Rezervația naturală Stanii Clițului din satul Cliț (16 ha)
- Lozna - sit de importanță comunitară inclus în rețeaua ecologică europenă Natura 2000 în România.

## Imagini

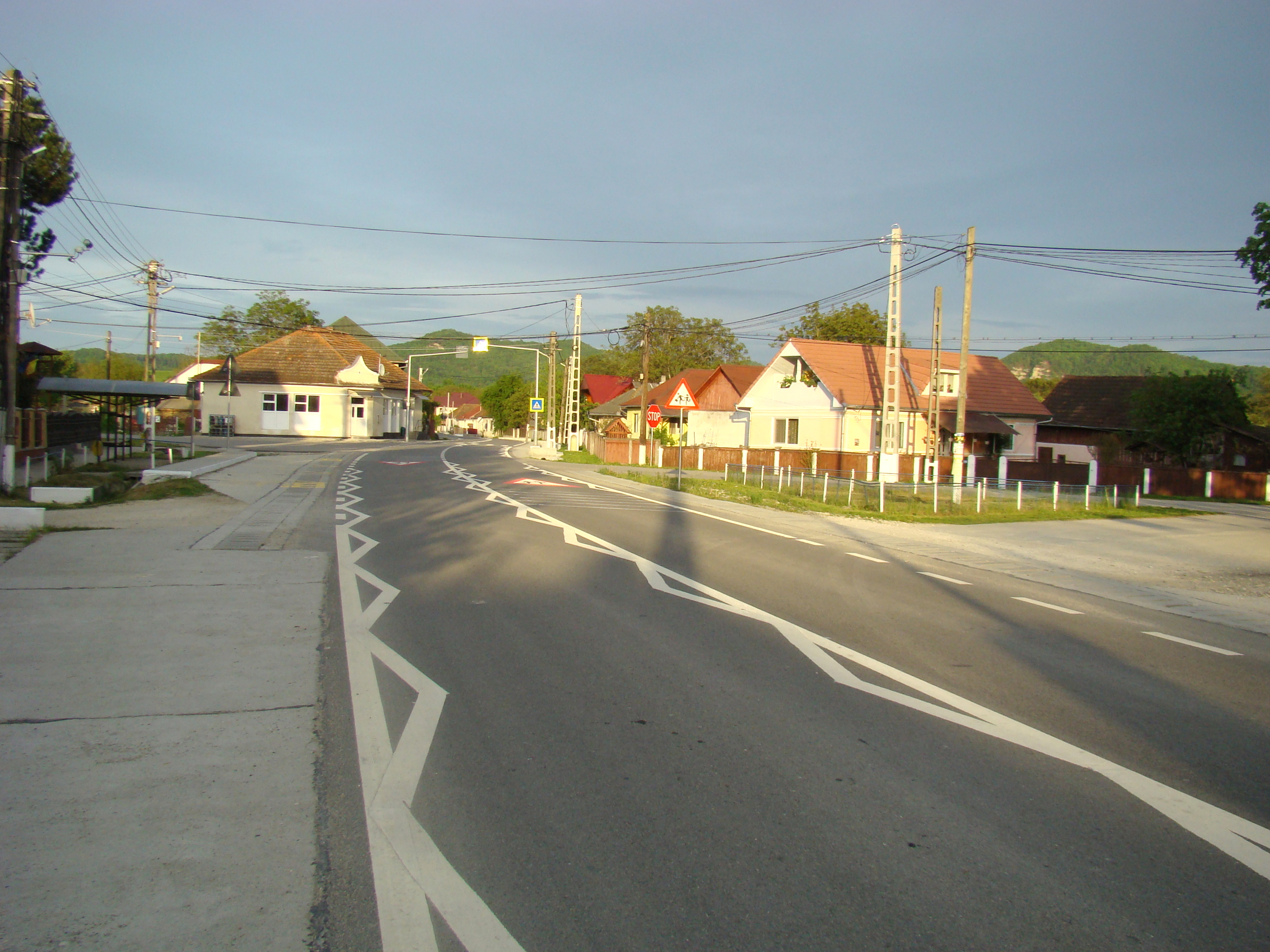
Băbeni
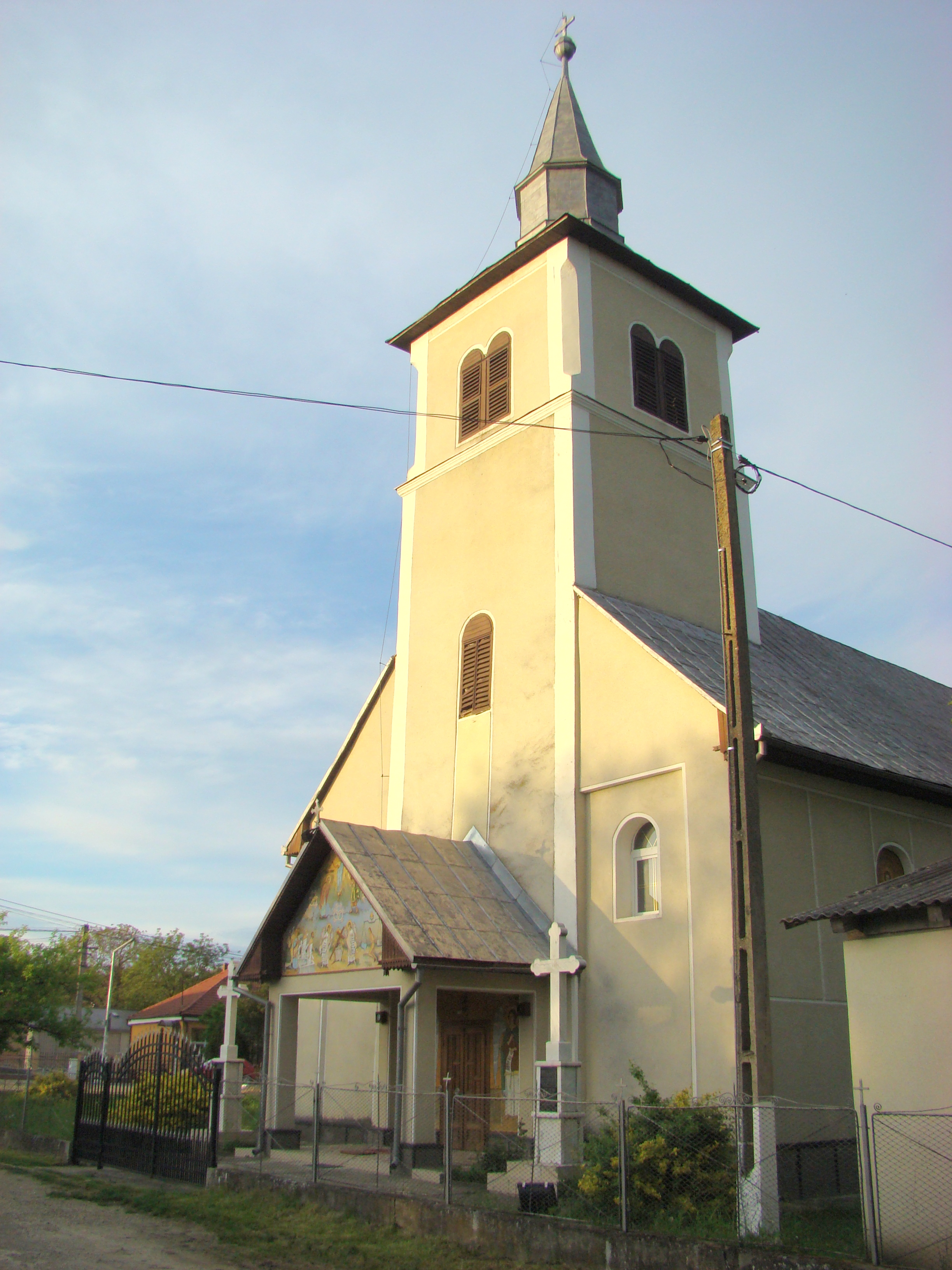
Biserica ortodoxă din Băbeni
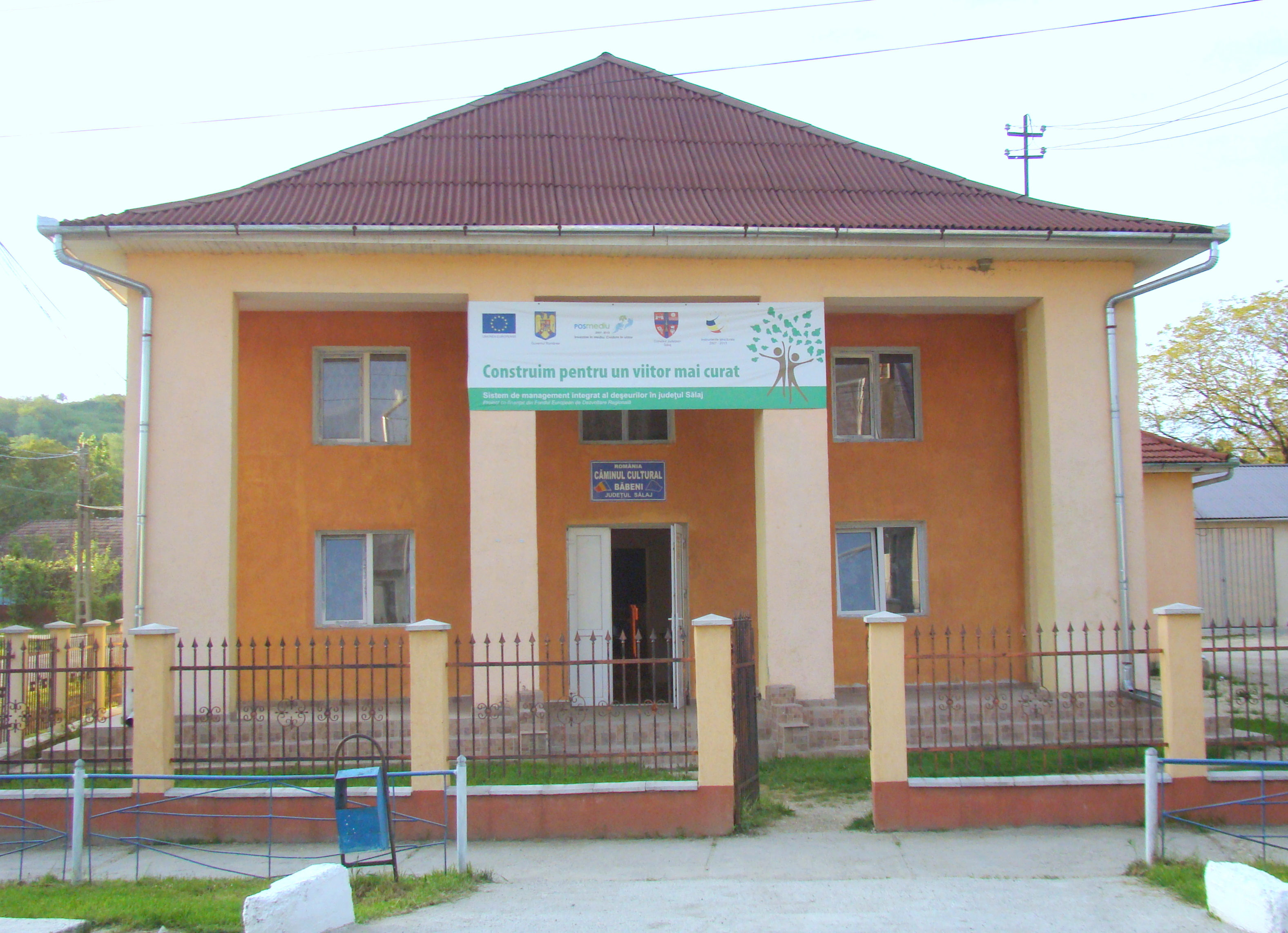
Căminul cultural
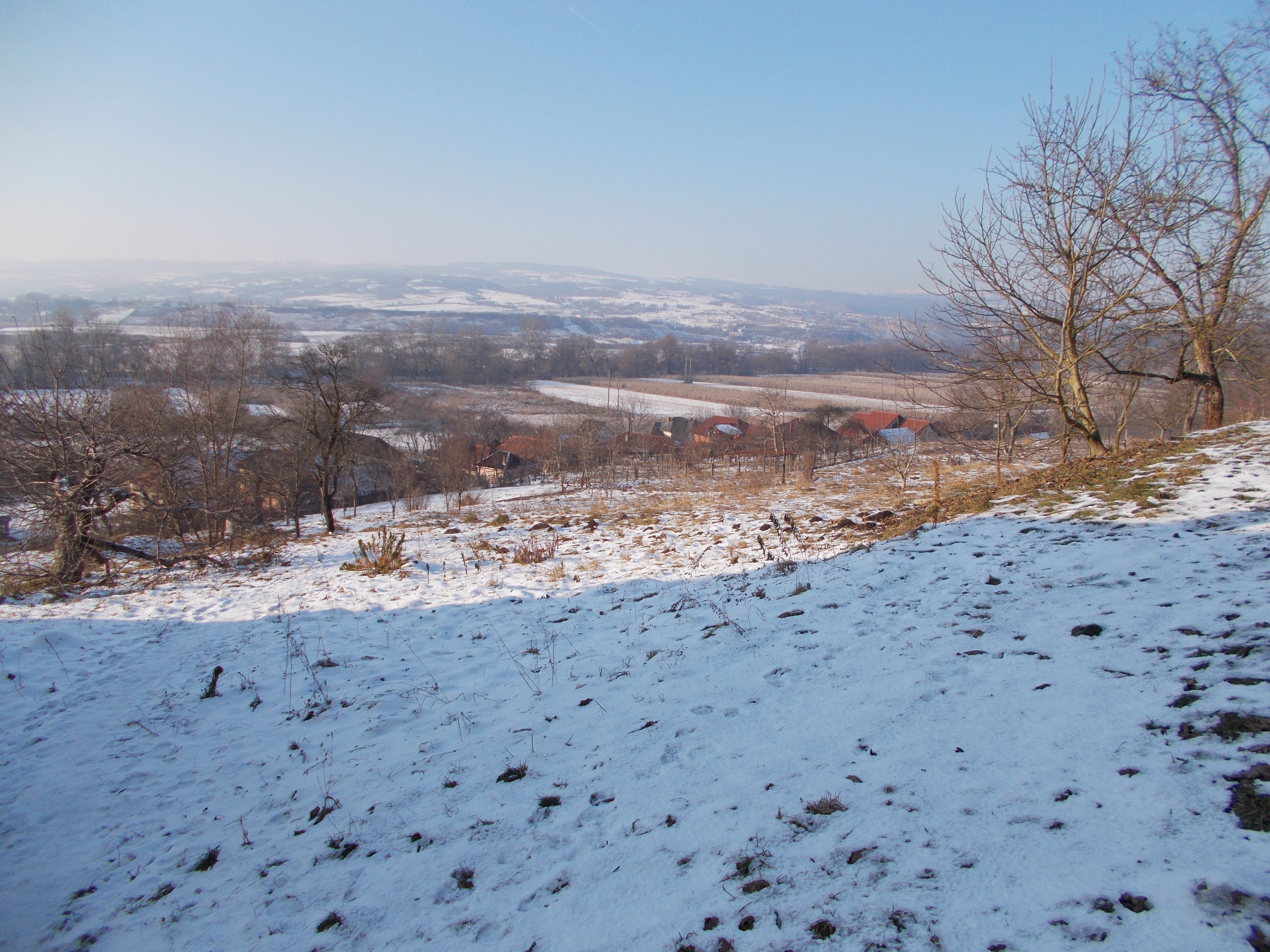
Cliț
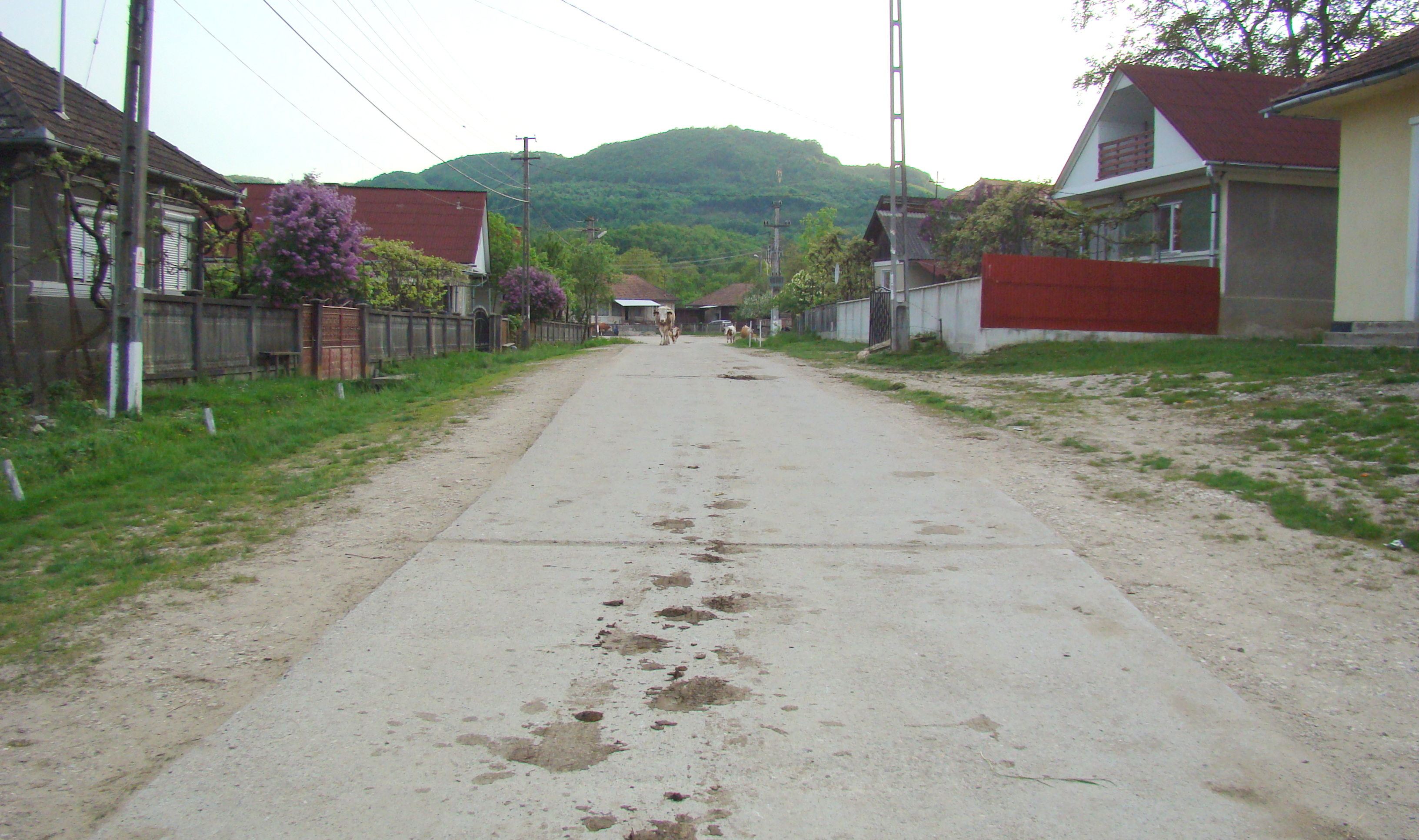
Ciocmani
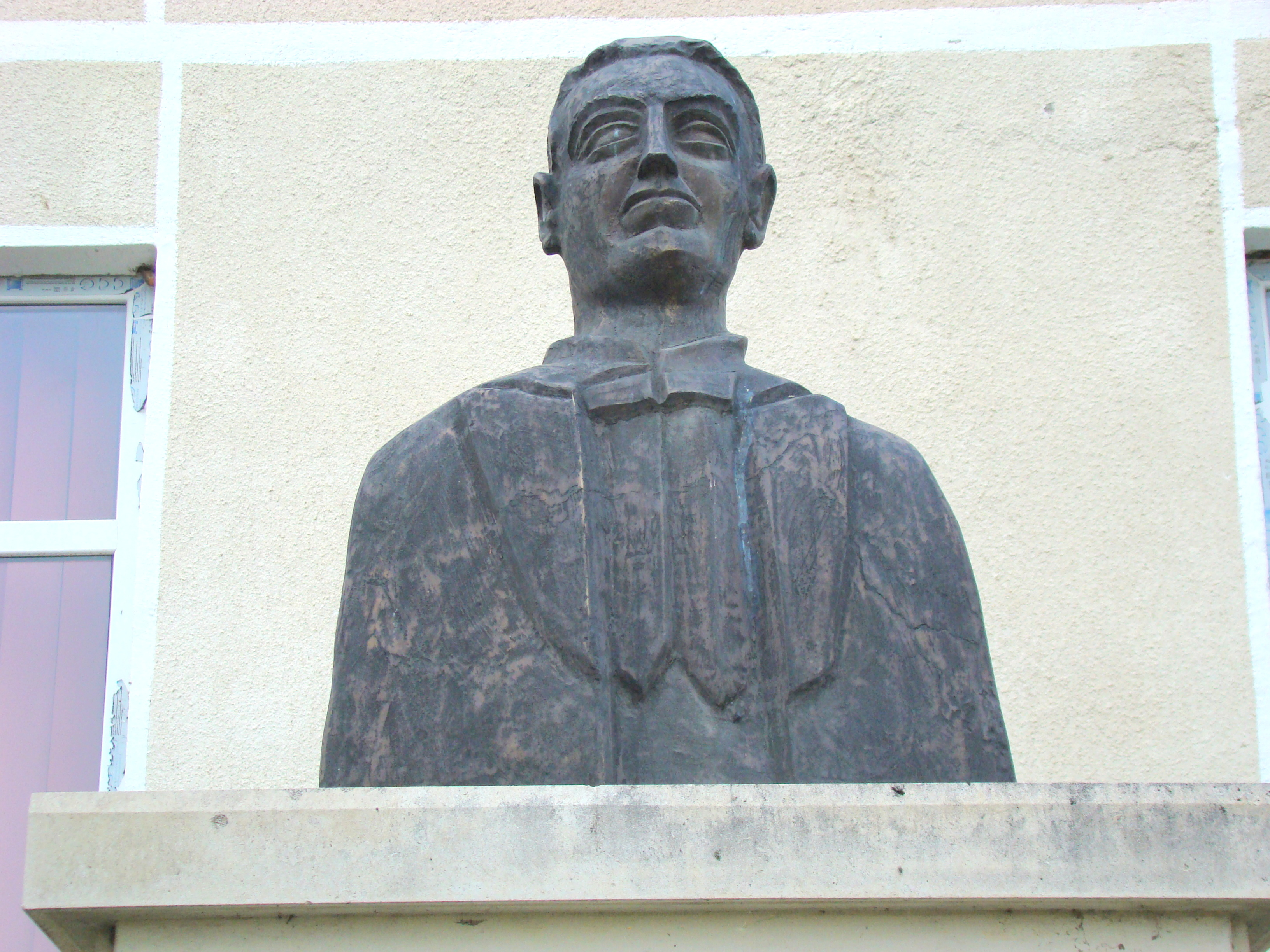
Bustul învățătorului Vasile Iluțiu
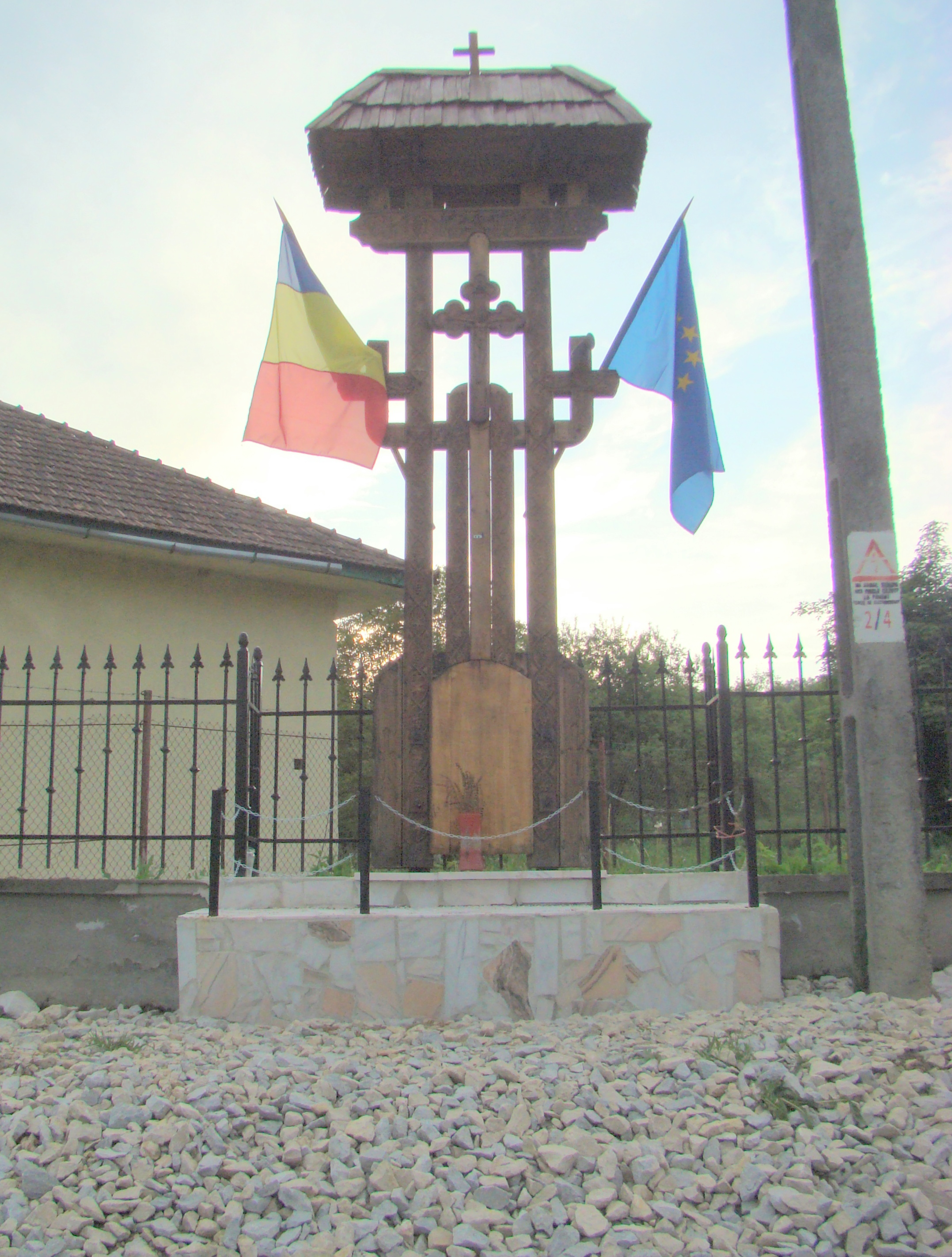
Monumentul eroilor
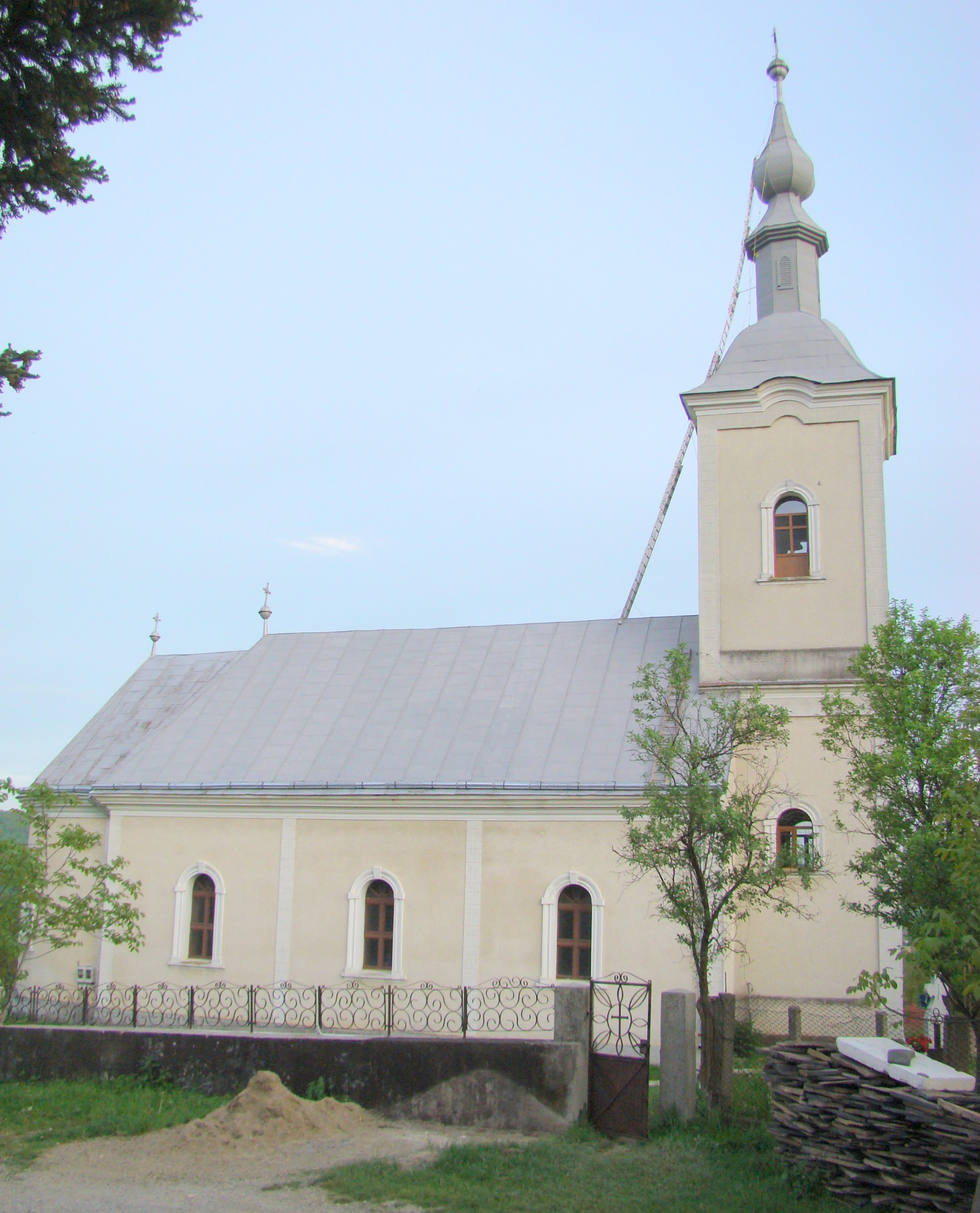
Biserica „Cuvioasa Paraschiva” din Ciocmani
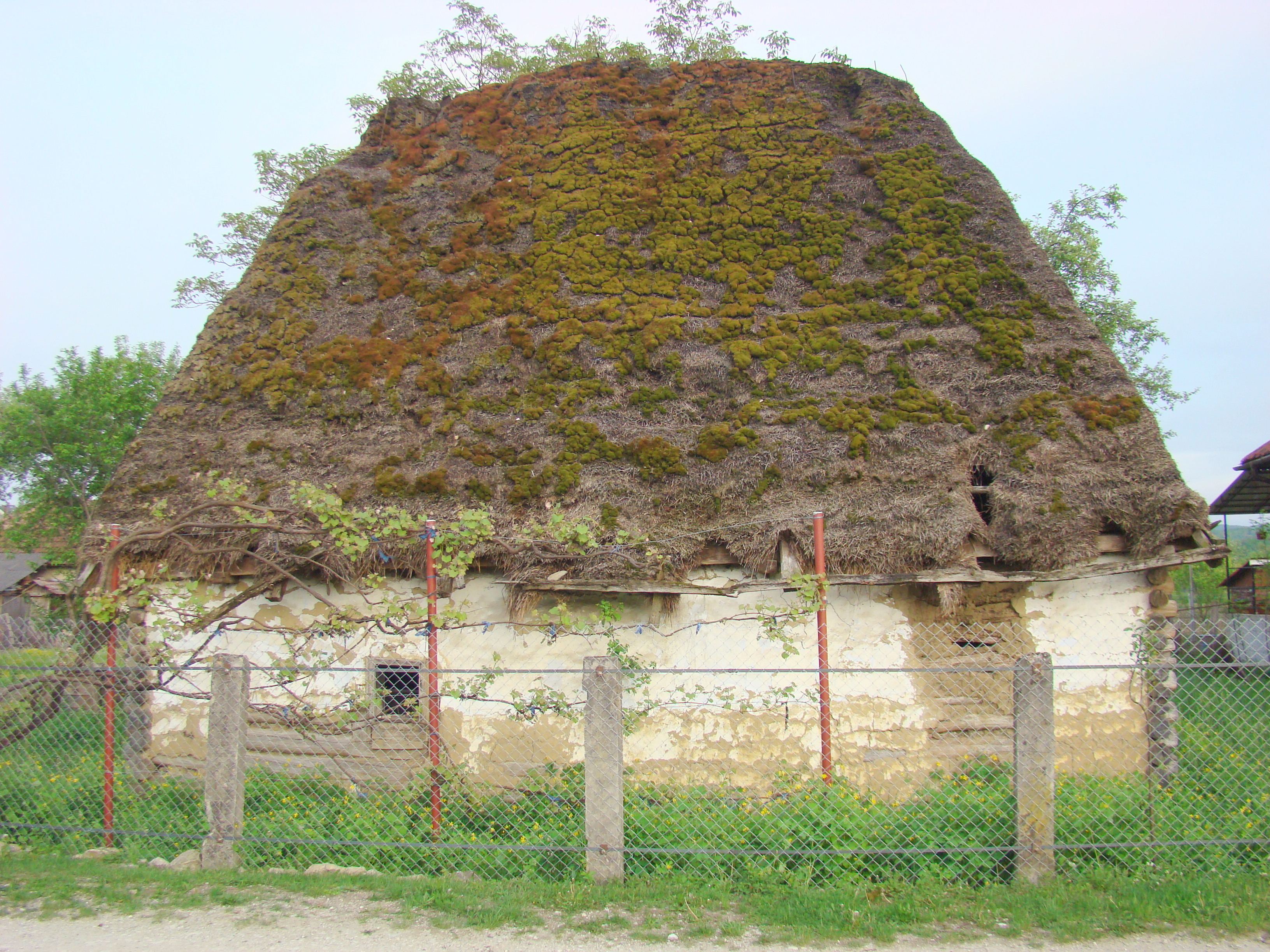
Casă veche din chirpici, acoperită cu paie
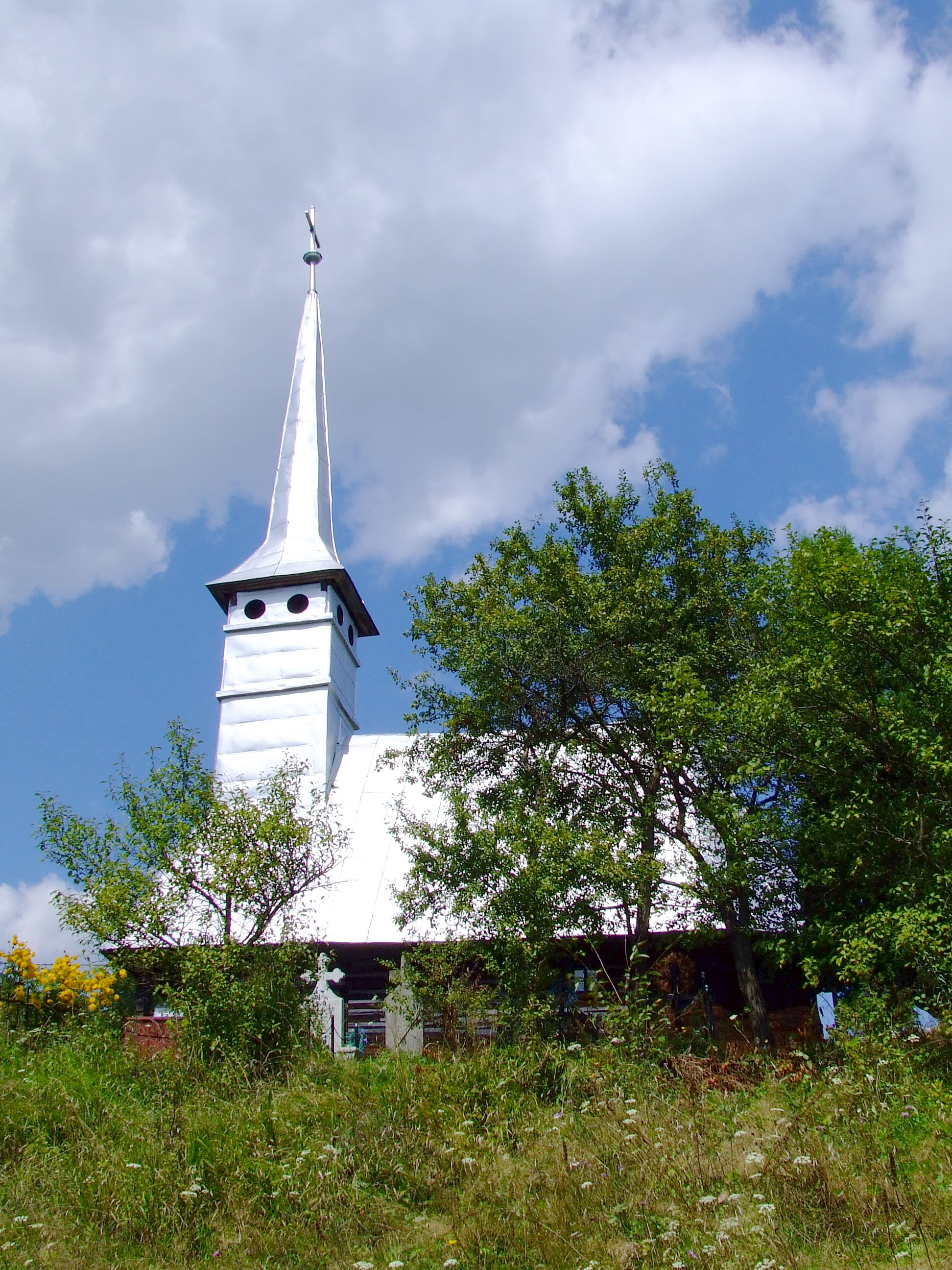
Biserica de lemn din Piroșa